# Алцим Екдіцій Авіт
Алцим Екдіцій Авіт (лат. Alcimus Ecdicius Avitus; між 450 та 470 — 5 лютого між 517 та 523) — церковний діяч та латинський поет, письменник часів падіння Західної Римської імперії, католицький святий.

## Життєпис
Походив із впливової романо-галльської сенаторської родини, одним з представників якої був імператор Авіт. Син Есіхія, який у 475 році став єпископом Вієна. Народився, а згодом здобув гарну освіту у м. Вієна (сучасний В'єнн). Усе життя провів у рідному місті. У 494 році після смерті свого батька став єпископом, «успадкувавши» цю посаду. На ній перебував до самої смерті.
Разом із родиною у 480 році визнав владу короля бургундів Гундобада. Активно боровся проти аріанства, якого дотримувалася бургундська знать. Згодом сприяв наверненню у католицтво Сигізмунда (516–523), спадкоємця Гундобада. Водночас успішно діяв проти секти семіпелагіанів. У 517 році головував на Синоді в Епаоні (поблизу сучасного м. Аннейрон).

## Творчість
У його доробку були численні епіграми, які не збереглися. Відомим став завдяки епосу на біблійну тематику «Поема про подвиги духу» (лат. Carmina de spiritalis historiae gestis) в 5 книгах та 2552 гекзаметрах, в якому, спираючись на книгу Буття і книгу Виходу, він представив створення світу (I кн.), гріхопадіння Адама і Єви (II кн .), вигнання з раю (III кн.), потоп (IV кн.) і перехід через Червоне море (V кн.). Як шоста книга у виданнях додається поема з 666 гекзаметрів, присвячена сестрі поета, черниці.
Поема демонструє епічну структуру. Поряд з драматичними елементами помітні ліричні. Майстерно володів діалогом, добре знав класичну поезію і часто користувався фразеологією, запозиченою у Вергілія та інших епіків, а також Сідонія Аполлінарія і Седулія. Він рідко допускав похибки в області просодії і метрики.
З 9 книг послань збереглося 86 листів 495–517 років. Ці листи є цінним історичним джерелом, деякі виросли до теологічних трактатів. Авіт листувався з відомим церковними (папою римським Симахом) та політичними діячами сучасної йому Римської імперії та колишніх галльських областей, зокрема з королем франків Хлодвігом I.
Збереглися також 34 гомілії (настанови) цілком і декілька фрагментів інших.
Авіт писав химерною мовою, прикрашав текст риторичними фігурами, тому часто його важко зрозуміти. Відносно мало відомий він був у середньовіччі, проте, вплинув на англосаксонський біблійний епос (деякі вважають, що Джон Мільтон в «Утраченому раю» брав за зразок Авіта) і на давньонімецький епос.